# مایلیندا کلمندی
مایلیندا کلمندی (آلبانیایی: Majlinda Kelmendi؛ زادهٔ ۹ مهٔ ۱۹۹۱) یک جودوکار کوزوویی-آلبانیایی و قهرمان دو دوره مسابقات جهانی است. او با کسب مدال طلای المپیک ۲۰۱۶ ریو در دستهٔ 52kg-، نخستین ورزشکار مدال‌آور طلای المپیک در تاریخ کشور کوزوو است.